# 高淯
高 淯（こう いく、536年 - 551年）は、中国の北斉の皇族。襄城景王。高歓の八男。母は婁昭君。字は修延。

## 経歴
東魏の通直散騎常侍・平西将軍の位を受けた。元象年間、章武郡公に封ぜられた。驃騎大将軍・開府儀同三司に転じた。天保元年（550年）5月に北斉が建てられると、6月に高淯は襄城郡王に封ぜられた。天保2年（551年）3月2日、晋陽で死去した。享年は16。乾明元年（560年）2月、仮黄鉞・太師・太尉・録尚書事の位を追贈された。4月16日、鄴城の西北28里の地に葬られた。諡は景烈といった。
子がなく、常山王高演（のちの孝昭帝）の次男の高亮が後を嗣いだ。

## 伝記資料
- 『北斉書』巻10 列伝第2
- 『北史』巻51 列伝第39
- 高淯墓誌